# Оушеана (округ)
Шаблон:StateAbbr_ 43°40′ пн. ш. 86°32′ зх. д. / 43.66° пн. ш. 86.53° зх. д.
Округ Оушеана (англ. Oceana County) — округ (графство) у штаті Мічиган, США. Ідентифікатор округу 26127.

## Історія
Округ утворений 1840 року.

## Демографія
За даними перепису
2000 року
загальне населення округу становило 26873 осіб, усе сільське.
Серед мешканців округу чоловіків було 13544, а жінок — 13329. В окрузі було 9778 домогосподарств, 7265 родин, які мешкали в 15009 будинках.
Середній розмір родини становив 3,09.
Віковий розподіл населення поданий у таблиці:
| Стать    | До 15 років | 15-21 | 22-29 | 30-39 | 40-49 | 50-65 | 65-85 | Понад 85 |
| -------- | ----------- | ----- | ----- | ----- | ----- | ----- | ----- | -------- |
| Чоловіки | 3148        | 1518  | 1111  | 1827  | 1994  | 2246  | 1580  | 120      |
| Жінки    | 2892        | 1335  | 1082  | 1799  | 1943  | 2218  | 1775  | 285      |

## Суміжні округи
- Мейсон — північ
- Лейк — північний схід
- Невейго — схід
- Маскігон — південь
- Озокі, Вісконсин — південний захід
- Шебойґан, Вісконсин — захід

## Виноски
1. ↑  US Decennial Census. US Census Bureau. Процитовано 27 вересня 2014.
2. ↑  Historical Census Browser. University of Virginia Library. Архів оригіналу за 11 серпня 2012. Процитовано 27 вересня 2014.
3. ↑  Population of Counties by Decennial Census: 1900 to 1990. US Census Bureau. Процитовано 27 вересня 2014.
4. ↑  Census 2000 PHC-T-4. Ranking Tables for Counties: 1990 and 2000 (PDF). US Census Bureau. Процитовано 27 вересня 2014.
5. ↑  State & County QuickFacts. US Census Bureau. Архів оригіналу за 6 липня 2011. Процитовано 29 серпня 2013.(англ.) Наведено за англійською вікіпедією.
6. ↑  American FactFinder. Бюро перепису населення США. Архів оригіналу за 26 лютого 2012. Процитовано 31 січня 2008.

| США | Це незавершена стаття з географії США. Ви можете допомогти проєкту, виправивши або дописавши її. |